# Garzaia di Gallia
Garzaia di Gallia este o arie protejată (arie specială de conservare — SAC, sit de importanță comunitară — SCI) din Italia întinsă pe o suprafață de 107 ha, integral pe uscat.

## Localizare
Centrul sitului Garzaia di Gallia este situat la coordonatele 45°05′16″N 8°50′21″E / 45.087778°N 8.839167°E.

## Înființare
Situl Garzaia di Gallia a fost declarat sit de importanță comunitară în iunie 1995 pentru a proteja 10 specii de animale. Situl a fost protejat și ca arie specială de conservare în iulie 2016.

## Biodiversitate
Situată în ecoregiunea continentală, aria protejată conține 2 habitate naturale: Cursuri de apă de la nivel de câmpie la nivel montan, cu vegetație Ranunculion fluitantis și Callitricho-Batrachion, Păduri aluvionare cu Alnus glutinosa și Fraxinus excelsior (Alno-Padion, Alnion incanae, Salicion albae).
La baza desemnării sitului se află mai multe specii protejate de  păsări (10): pescăruș albastru (Alcedo atthis), rață mare (Anas platyrhynchos), cioară neagră (Corvus corone), ciocănitoare pestriță mare (Dendrocopos major), privighetoare (Luscinia megarhynchos), grangur (Oriolus oriolus), pițigoi mare (Parus major), ciocănitoarea verde (Picus viridis), pănțărușul (Troglodytes troglodytes), mierlă (Turdus merula).
Pe lângă speciile protejate, pe teritoriul sitului au mai fost identificate 5 specii de plante, 2 specii de amfibieni, 3 specii de mamifere, 4 specii de reptile.